# Marceli Rewieński
Marceli Piotr Erazm Rewieński (ur. 15 czerwca 1892 w Niżnym Nowogrodzie, zm. 1965 w Kanadzie) – podpułkownik saperów Wojska Polskiego, kawaler Orderu Virtuti Militari.

## Życiorys
Urodził się 15 czerwca 1892 w Niżnym Nowogrodzie, ówczesnej stolicy guberni niżnonowogrodzkiej, w rodzinie Henryka (ur. 1860), inżyniera, i Teresy z domu Schmidt po matce z Dziakońskich (ur. 1865). Był bratem Leona (1888–1958), Władysława (1890–1938), Józefa i Mariana.
W listopadzie 1918 roku został przyjęty do Wojska Polskiego. Wziął udział w wojnie z bolszewikami. W kwietniu 1920 roku został dowódcą XVII batalionu saperów. 30 lipca 1920 roku pod wsią Świrydy został ranny. W sierpniu powrócił do batalionu. 9 września 1920 roku został zatwierdzony z dniem 1 kwietnia 1920 roku w stopniu kapitana, w korpusie inżynierii i saperów, w „grupie oficerów byłych Korpusów Wschodnich i byłej armii rosyjskiej”.
1 czerwca 1921 roku nadal pełnił służbę w XVII batalionie saperów, a jego oddziałem macierzystym był 7 pułk Saperów Wielkopolskich. 3 maja 1922 roku został zweryfikowany w stopniu majora ze starszeństwem z dniem 1 czerwca 1919 roku i 51. lokatą w korpusie oficerów inżynierii i saperów, a jego oddziałem macierzystym był w dalszym ciągu 7 pułk Saperów Wielkopolskich w Poznaniu. W 1924 roku służył w Oficerskiej Szkole Inżynierii w Warszawie, pozostając oficerem nadetatowym 7 pułku saperów. W lipcu 1924 roku opracował wraz z innymi oficerami, m.in. z pułkownikiem saperów Konstantym Hallerem, plan obrony Wybrzeża i Gdyni na wypadek wojny. Następnie był wykładowcą w Wyższej Szkole Wojennej w Warszawie. 23 stycznia 1928 roku został mianowany podpułkownikiem ze starszeństwem z dniem 1 stycznia 1928 roku i 2. lokatą w korpusie oficerów inżynierii i saperów. Od 9 września 1929 roku do 19 kwietnia 1936 roku był dowódcą batalionu elektrotechnicznego w Nowym Dworze. W 1935 roku generał Tadeusz Kutrzeba wystawił mu następującą opinię: „jeden z czołowych oficerów sztabowych saperów. Wybitnie inteligentny, posiada duże doświadczenie i solidne wykształcenie saperskie. Dobry organizator pracy. Wymowa trudna z naleciałościami kresowymi. Bardzo towarzyski, wybitny sportowiec”. Wchodził w skład Komitetu Redakcyjnego Przeglądu Wojskowo-Technicznego – miesięcznika wydawanego przez Dowództwo Saperów, Dowództwo Wojsk Łączności i Dowództwo Broni Pancernych. Jest współautorem książki pt. „Fortyfikacja Polowa”, wydanej w 1929 r. w Warszawie.
W latach 1936–1939 pełnił służbę w Wyższej Szkole Inżynierii w Warszawie na stanowisku kierownik przedmiotu w Szkole Podchorążych Saperów. W czasie kampanii wrześniowej 1939 roku (do 11 września) był dowódcą saperów w Dowództwie Obrony Warszawy. Po zakończeniu walk dostał się do niemieckiej niewoli. Przebywał w Oflagu VI E Dorsten (numer jeniecki 115). Zmarł w Kanadzie, został pochowany na cmentarzu w prowincji Ontario.
Był żonaty, miał córkę Halinę.

## Ordery i odznaczenia
- Krzyż Srebrny Orderu Wojskowego Virtuti Militari nr 5008[23][24]
- Złoty Krzyż Zasługi – 19 marca 1931 „za zasługi na polu organizacji i wyszkolenia wojska”[25]
- Medal Pamiątkowy za Wojnę 1918–1921
- Medal Dziesięciolecia Odzyskanej Niepodległości
- Odznaka za Rany i Kontuzje z jedną gwiazdką